# 翁久允
翁 久允（おきな きゅういん、1888年2月8日－1973年2月14日）は、日本の作家、ジャーナリスト。幼名信（ノブ）、筆名六渓、号太稚、稚翁、稚仙。

## 経歴
富山県上新川郡六郎谷(ろくろだん)村壱番地（現在の中新川郡立山町六郎谷）に漢方医の父・翁源指(げんし)（文久元年3月6日生）、母・フシイ（慶應2年1月3日生）の次男として誕生。富山中学校（現在の富山県立富山高等学校）に入学して校友会月刊誌や雄弁会で文才を発揮する。3年生のときに寄宿舎の舎監に反抗して糞を床に撒く事件を起こして新聞沙汰となり、知事や県議会も巻き込む騒ぎとなったため、首謀者ではなかったものの放校処分に遭う（しかし同窓会名簿には第19回卒業生として記載されている）。やむなく兄・玄旨を頼って上京し、滑川出身で自由民権運動の女傑だった中川幸子の私塾「三省学舎」に下宿し、正則英語夜学校や順天中学校に進み、海外への憧れを持つようになる。
1907年渡米、シアトルやブレマートンで家事労働やエレベーターボーイとして働きながら苦学して、ブレマートン・ハイスクールを卒業する。邦字新聞「旭新聞」の懸賞小説に応募した短篇「別れた間」が入選したのを機に、邦字紙誌に小説、評論、随筆を「六渓山人」の筆名で発表。1910年、久允の発案で、シアトルに文学会が発会。1914年カリフォルニア州に移動して、「櫻府日報」のスタクトン支社主任となり、広島県の佐伯便利社が発行する雑誌「太平楽」の米国での編集に携わる一方、「日米」に長篇小説『悪の日影』や『紅き日の跡』を連載。1919年、日米新聞社社長・安孫子久太郎の誘いで同社オークランド支社主任となり、「移民地文芸宣言」を発表し、同紙文芸欄担当も担当した。『日米日本人人名辞典』の編集、ワシントン軍縮会議の特派員を務め、1923年短篇小説集『移植樹』を出版。
1924年帰国、東京朝日新聞社に入社し「アサヒグラフ」を担当。26年大阪朝日新聞社の東京駐在として『週刊朝日』の編集に携わり、多くの作家と交流を持ったが、その中でも竹久夢二との交流が深かった。人気回復のために渡米旅行を希望した夢二を、自らの退職金を元手にしてアメリカへ連れて行ったが、現地で夢二の人気は出ず、失敗に終わった。また大泉黒石との交流も知られている。日露混血の黒石が超国家主義が幅を利かす中、文壇内での居場所を失ってからも両者の交流は続き、頻繁に黒石が久允の自宅を訪ねて酒の馳走に与っていたという。久允はその当時の黒石について「ボロ着に笠を冠り、下駄なども粗末なものであった。貧乏も底をついているようであった。彼は何も欲していない。ただ酒であった。そして飲むと飄々として去った」と回顧している。なお、黒石の『峡谷を探ぐる』には1928年、黒部峡谷を訪れた時のことも記されており、一行には久允と夢二もいた。
1936年故郷の富山で郷土文化誌「高志人（こしびと）」を創刊、1973年まで主宰した。全集十巻がある。富山市立図書館には1998年に「翁久允文庫」が設置され、約2700点（洋装和書約2000冊、洋書269冊、雑誌201種、和装本181点）の蔵書がある。　立命館大学図書館には、翁久允研究会所蔵資料として、「翁久允の日記」、「翁久允自筆原稿」、「新聞スクラップブック」（在米時代が中心）の複写物が所蔵されている。
2023年12月には、翁久允財団の代表理事である孫の須田満より、久允の資料（日記、原稿、書簡など）9314点が高志の国文学館へ寄贈された。
厚生事務次官などを務めた翁久次郎は甥。

## 著書
- 『移植樹』 移植樹社（カリフォルニア州オークランド） 1923
- 『宇宙人（コスモポリタン）は語る』 聚英閣 1928
- 『道なき道』甲子社書房 1928
- 『鵺のアメリカを語る』大鳳閣書房 1930
- 『アメリカ・ルンペン』啓明社 1931
- 『今日の印度』改造社 1933
- 『印度仏跡を観る』大東出版社 1935
- 『戯曲釈迦如来』日本書房 1936
- 『大陸の亡者』高志書房 1938
- 『民族の故郷 随筆』高志書房 1942
- 『新観音経講話』真・正・愛運動叢書刊行会 1955 (真・正・愛運動叢書)
- 『最高の言葉』 真・正・愛運動叢書刊行会 1957 (真・正・愛運動叢書 ; 第3輯)
- 『廓然無聖 碧巌録の禅師達』 真・正・愛運動叢書刊行会 1960 (真・正・愛運動叢書 ; 第4輯)
- 『翁久允全集』 全10巻 翁久允全集刊行会 1971-74
- 『移植樹』 大空社 2007.11 (資料翁久允と移民社会 1)
- 『悪の日影』 桂書房 2023.10 (翁久允叢書 1)
- 『日本人の罪　メリー・クリスマス』桂書房 2023.12 (翁久允叢書 2)

 関連書籍 
- 大社淑子, 逸見久美著 『わが父翁久允―その青少年時代と渡米』」『比較文学』 1978年 21巻 p.92-93, 日本比較文学会, doi:10.20613/hikaku.21.0_92
- 逸見久美『翁久允と移民社会1907-1924 在米十八年の軌跡』勉誠出版 2002年[9]
- 稗田菫平『筆魂・翁久允の生涯』 桂書房2014年[10]
- 逸見久美『夢二と久允 二人の渡米とその明暗』風間書房、2016年
- 逸見久美、須田満共編『翁久允年譜 1888-1973　第四版』翁久允財団 2023年[11]
- 高志の国文学館編 図録『没後50年　コスモポリタン　翁久允　OKINA Kyûin  脱日本人！ 展』高志の国文学館 2023年

## 参考
- 日本人名大辞典
- 公益財団法人翁久允財団ホームページ
- 文人墨客 翁久允（おきなきゅういん）